# إدوين غريفيثز
إدوين غريفيثز (بالإنجليزية: Edwin Griffiths)‏ (1 يناير 1883 في المملكة المتحدة - 1 يناير 1950 في المملكة المتحدة) هو لاعب كرة قدم بريطاني (وحمل سابقاً جنسية المملكة المتحدة لبريطانيا العظمى وأيرلندا) في مركز الهجوم. لعب مع ستوك سيتي.